# Bruisers de Chicago
Stade
Les Bruisers de Chicago étaient une équipe de football américain en salle basée à Rosemont, dans l’Illinois. Ils ont été créés en 1987 en tant que membre fondateur de l'Arena Football League (AFL). Ils ont joué leurs matchs à domicile à Rosemont Horizon.

## Histoire

### La fondation (1987)
Les Bruisers sont une «excroissance» des Politicians de Chicago, une équipe constituée par Jim Foster pour jouer un jeu de démonstration afin de prouver la faisabilité du sport. Le logo de l'équipe représente un bulldog. L'un des fondateurs des Bruisers est l'ancien linebacker des Bears de Chicago, Doug Buffone.
Les Bruisers font partie du «Showcase Game» de 1987, s'inclinant 33 à 30 face au Vise de Miami.
Chicago tente sa chance avec une équipe jeune, 25 ans en moyenne. Ils perdent leur premier match dans l'histoire de la franchise, 44-52 en prolongation, contre la Dynamite de Denver. Ils ont connu des difficultés lors de leur deuxième match, cédant 45 points en première période avant de perdre 23 à 60 contre les Gladiators de Pittsburgh. Malgré un bilan de départ de 2–3, les Bruisers ont l'occasion de se qualifier pour les playoffs et de se rendre à l'ArenaBowl I grâce à une victoire en dernière semaine de la saison contre le Dynamite. Ils perdent toutefois 35–52 et terminent avec un bilan de 2–4 et ne réussissent donc pas à se qualifier pour les séries éliminatoires.
Les Grobstein est le commentateur des Bruisers à la radio et à la télévision pendant leurs trois saisons, et son assisant est Emery Moorehead, le tight end des Bears.

### Saison 1988
La saison 1988 est la deuxième saison pour les Chicago Bruisers. Ils terminent avec un bilan de 10-1-1 et perdent l'ArenaBowl II contre le Drive de Détroit, 24-13.
Les Bruisers, comme les Gladiators de Pittsburgh, mais contrairement aux deux autres équipes de la première saison, les Dynamite de Denver et les Commandos de Washington, reviennent jouer la saison 1988. En février, l'équipe engage Perry Moss en tant que second entraîneur de la franchise. Moss sert également en tant que directeur général.

### Saison 1989
Les Bruisers sont dissous après avoir participé à la saison 1989. Les deux derniers matchs qu’ils disputent sont des matchs exhibition à l’étranger, contre le Drive de Détroit à Paris et à Londres en octobre 1989.
Les droits sur le nom et l'histoire des Bruisers sont achetés par Arena Football 1 en décembre 2009, ainsi que sur le reste de l'Arena Football league. Il était possible que la nouvelle équipe d'expansion de l'AF1 à Chicago adopte le nom des Bruisers, mais cette équipe a plutôt décidé d'adopter l'identité de Rush de Chicago. Les Rush et les Bruisers n'ayant jamais joué en même temps, il était concevable que le nouveau Rush adopte l'histoire des Bruisers.

### Résultats saison par saison
| Saison | G  | P  | N | Classement final | Playoffs                                                                 |
| ------ | -- | -- | - | ---------------- | ------------------------------------------------------------------------ |
| 1987   | 2  | 4  | 0 | 3e               |                                                                          |
| 1988   | 11 | 2  | 1 | 1er              | Victoire demi-finale, Cobras (29-16) Défaite ArenaBowl II, Drive (13-24) |
| 1989   | 1  | 4  | 0 | 4e               | Défaite demi-finale, Drive (43-10)                                       |
| Total  | 14 | 10 | 1 | playoffs inclus  | playoffs inclus                                                          |

## Les joueurs
| Joueur           | Position      | Université             |
| ---------------- | ------------- | ---------------------- |
| Carl Aikens      | WR            | Northern Illinois      |
| Ben Bennett      | QB            | Duke                   |
| Darryl Clark     | RB            | Texas                  |
| Jeff Dole        | FB/LB         | Iowa State             |
| Alan Donnell     | OL/DL         | Northern Iowa          |
| Pete Endre       | OL/DL         | Indiana State          |
| Rob Houghtlin    | K             | Iowa                   |
| Osia Lewis       | FB/LB         | Oregon State           |
| Mike McDade      | WR, WR/DB     | UNLV                   |
| Ted McNairy      | OL/DL         | Duke                   |
| George Miller    | OL/DL         |                        |
| Ken Sanders      | WR/DB         | Weber State            |
| Dan Sellers      | DL, DE, FB/LB | Cincinnati             |
| Reggie Smith     | WR, WR/DB     | North Carolina Central |
| Louis Sorrentino | OL/DL         | Sacramento State       |
| Steve Thonn      | WR/DB         | Wheaton (IL)           |
| John Welch       | QB            | Kansas State           |
| Keith Williams   | OL/DL         | Florida                |
| Kennedy Wilson   | WR/LB, DB     | Purdue                 |
| Mark Young       | WR/LB         | Sacramento State       |

### Joueurs au Hall of Fame de l'AFL
| Numéro | Joueur            | Année d'entrée | Position   | Années aux Bruisers |
| ------ | ----------------- | -------------- | ---------- | ------------------- |
| 84     | Carl Aikens, Jr.  | 2000           | WR/DB      | 1988-89             |
| 5      | Ben Bennett       | 2000           | QB         | 1988-89             |
| --     | Perry Moss        | 2000           | Entraîneur | 1988                |
| 21     | Durwood Roquemore | 1999           | DS         | 1987-88             |
| --     | Reggie Smith      | 2002           | OS         | 1987-89             |

## Les entraîneurs
| Nom             | Terme | Saison régulière | Saison régulière | Saison régulière | Saison régulière | Playoffs | Playoffs | Récompenses |
| --------------- | ----- | ---------------- | ---------------- | ---------------- | ---------------- | -------- | -------- | ----------- |
|                 |       | G                | P                | N                | %                | G        | P        |             |
| Ray Jauch       | 1987  | 2                | 4                | 0                | .333             | 0        | 0        |             |
| Perry Moss      | 1988  | 10               | 1                | 1                | .875             | 1        | 1        |             |
| George Brancato | 1989  | 1                | 3                | 0                | .250             | 0        | 1        |             |